# Bremer Woll-Kämmerei
Die Bremer Woll-Kämmerei AG (BWK) war ein von 1883 bis 2009 existierendes, weltweit tätiges Unternehmen in der Wolltextilindustrie mit Betriebssitz in Bremen-Blumenthal. Sie war weltweit lange Zeit das größte Unternehmen ihrer Art, mit Niederlassungen bei Istanbul (Türkei), in Australien und Neuseeland. Die Unternehmenstätigkeit umfasste sowohl die Verarbeitung von Rohstoffen wie Schafwolle und Chemiefasern als auch den Handel mit Halbfertigwaren. 

## Geschichte

### Gründung

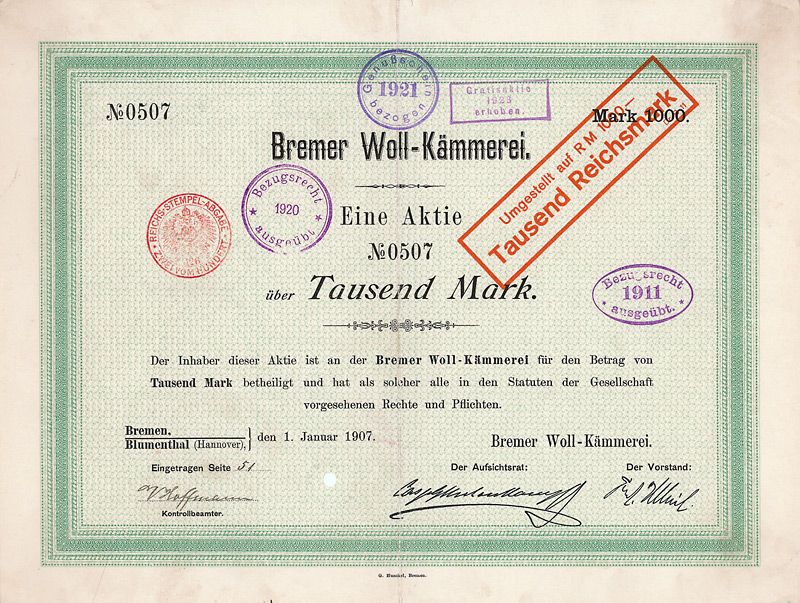
Aktie über 1.000 Mark der Bremer Woll-Kämmerei vom 1. Januar 1907

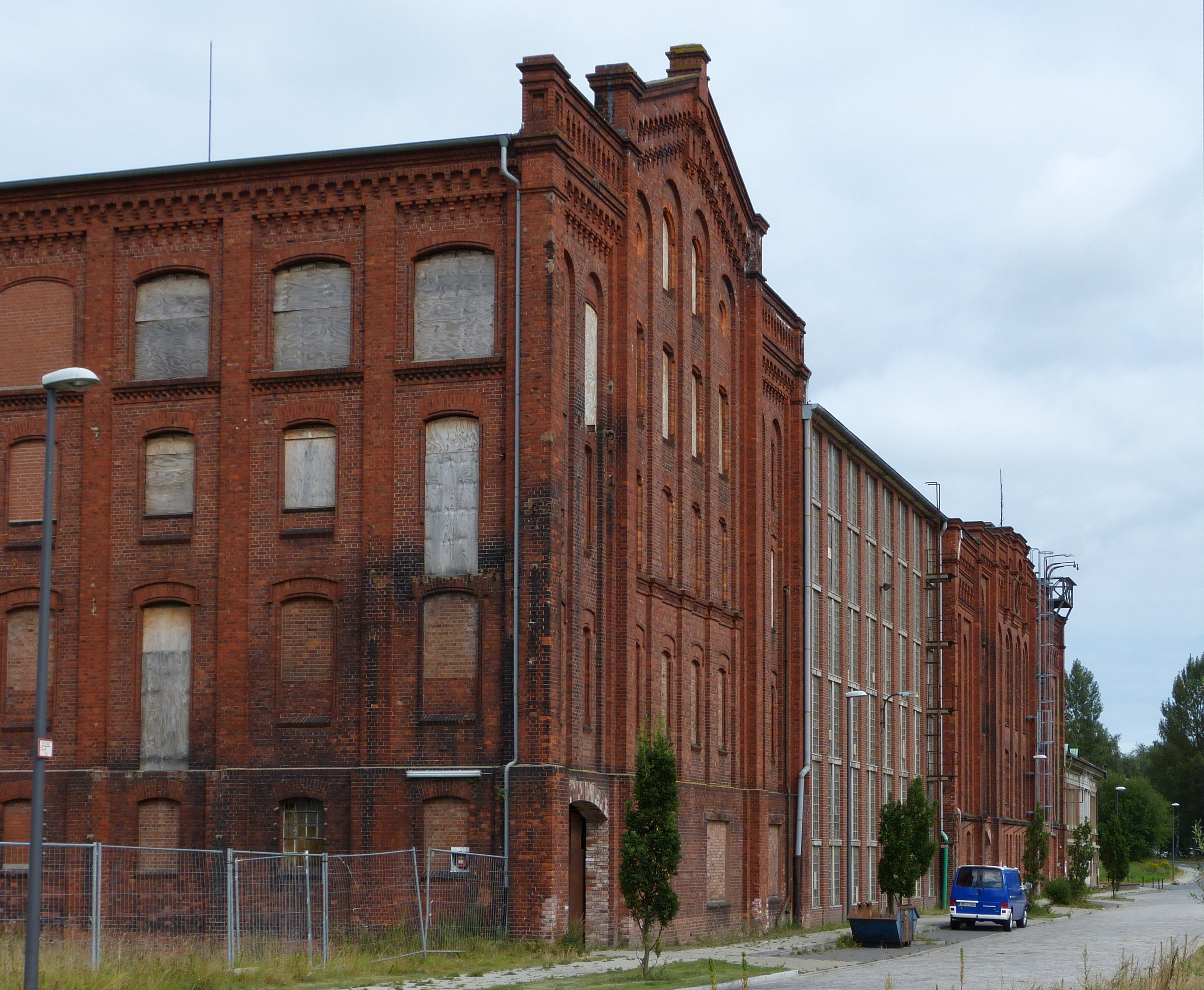
Ehemalige Kammzuglager von 1895, Haus 100 und 101

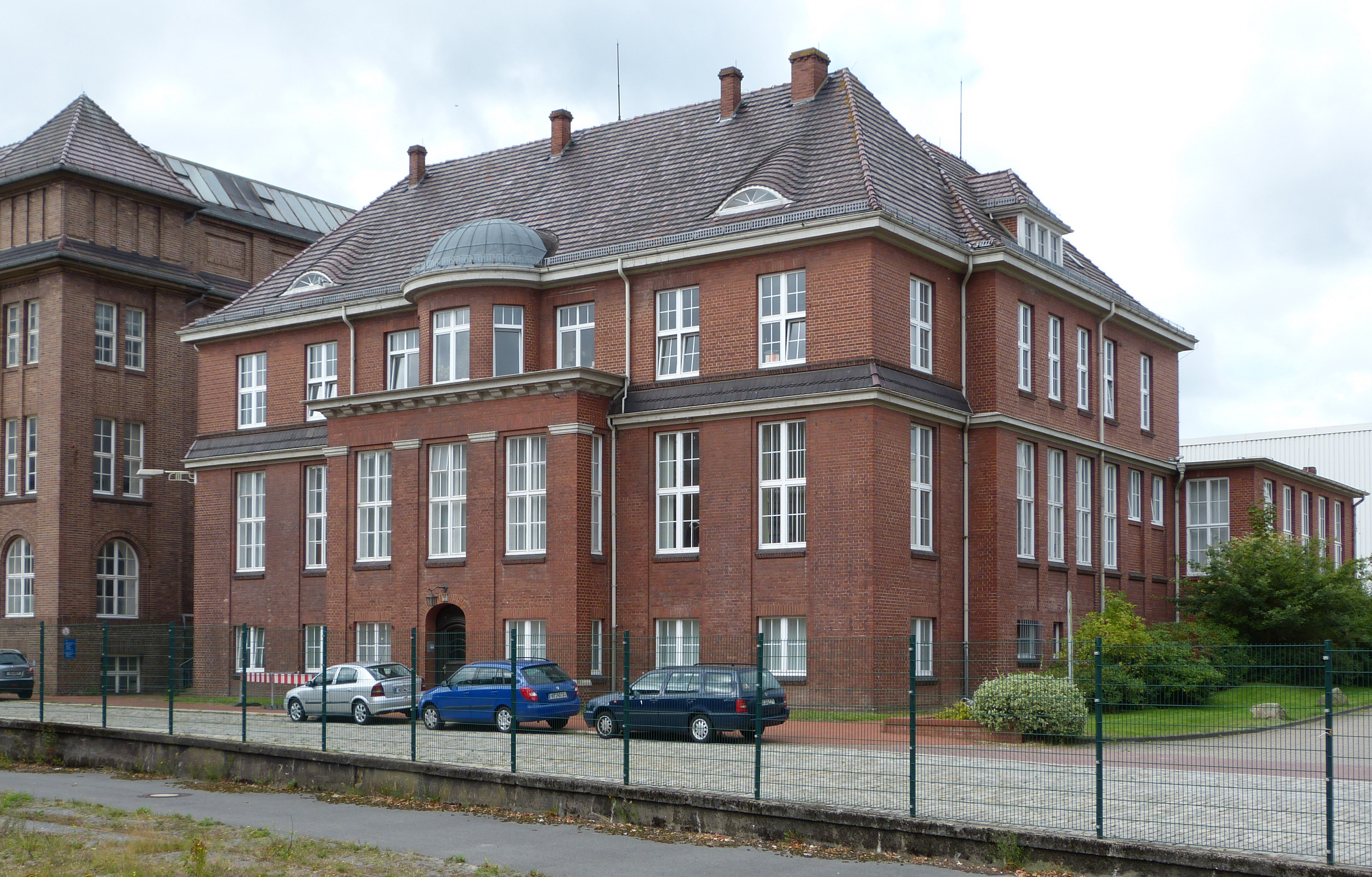
Technische Verwaltung, Haus 50

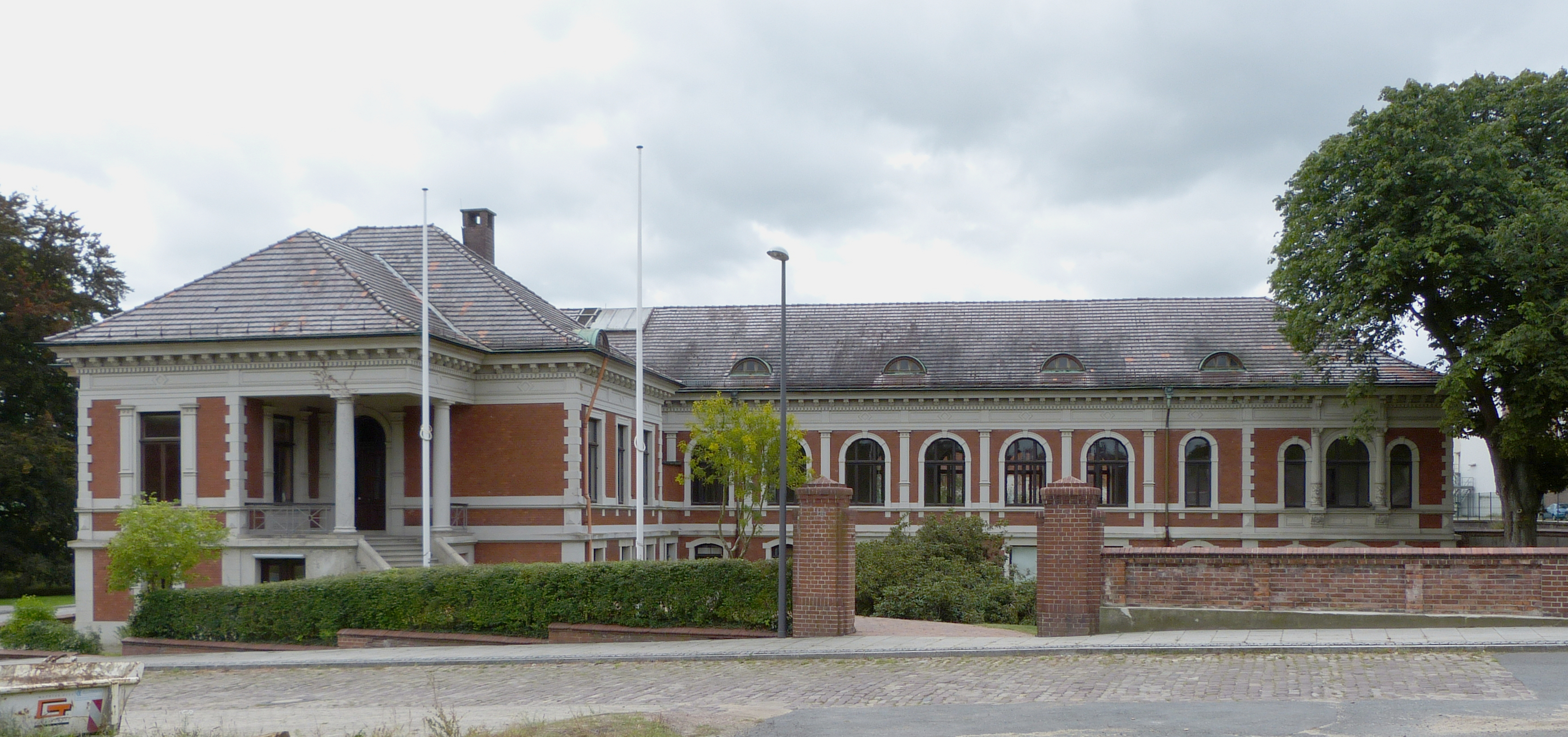
Ehemalige kaufmännische Verwaltung der BWK

Das Unternehmen wurde 1883 als Aktiengesellschaft gegründet. Gründer und Kapitalgeber waren die Konsuln George Albrecht, Weinlich und Delius sowie die Kaufleute H. Claussen, J. Fritze, J. Hachez und C. Kulenkampff. Von diesen Gründern wurde Ferdinand Ullrich zum kaufmännischen und Paul Zschörner zum technischen Direktor bestimmt. Auf Vorschlag Zschörners fiel die Wahl des Standortes für das Werk auf ein 400.000 Quadratmeter großes Areal zwischen der Aue und der Weser in der seinerzeit zur preußischen Provinz Hannover und seit 1939 zu Bremen gehörenden Kreisstadt Blumenthal. Der Standort hat sich dank seiner Größe, günstiger Verkehrsanbindungen und ausreichender, guter Wasserressourcen (eigene Tiefbrunnen) bis Ende 2008 als tragfähig erwiesen. Am 11. September 1884 begann die Produktion mit 150 Arbeitern. Schon 1896 wurden 2.000 Arbeiter beschäftigt, darunter viele aus Polen, Schlesien, Ost- und Westpreußen, Sachsen und dem Rheinland. 1897 wurde mit der Farge-Vegesacker Eisenbahn der Anschluss an das Bahnnetz vorgenommen. Bis 1930 stieg die Arbeitnehmerzahl auf 3.700, weshalb die BWK auch Wohnanlagen baute u. a. das denkmalgeschützte Wohnhausensemble der Bremer Woll-Kämmerei (1913, 1922/24 und 1934). Dabei wurde sie vom damaligen Landrat Paul Berthold unterstützt.
Als erster Industriebetrieb in dem ländlichen Ort änderte die BWK die Struktur Blumenthals umfassend. Neben Bevölkerungsanstieg, Wohnungsbau und Bahnanschluss sind auch der Bau von Schulen, Kirchen und des Kreiskrankenhauses sowie die Straßenbeleuchtung und die allgemeine Stromversorgung bis 1904 auf den Einfluss bzw. Förderung der BWK zurückzuführen.
Zu Beginn des 20. Jahrhunderts wurden ganze Straßenzüge mit Wohnhäusern gebaut, um den bis zu 5.000 Arbeitern eine Heimat zu bieten.

### Zweiter Weltkrieg und Nachkriegszeit
Im Zweiten Weltkrieg beschäftigte das Unternehmen eine hohe Zahl von Zwangsarbeitern, 1944 waren es 1.198 Personen. Sie kamen überwiegend aus Polen und der Sowjetunion. Zwischen 1942 und 1945 betrug der Anteil der ausländischen Zwangsarbeiterinnen und -arbeiter, darunter auch Kinder, rund 45 Prozent der Belegschaft. Die Häuser, in denen diese untergebracht waren, existieren noch heute (z. B. in der George-Albrecht-Straße). Auf der nahegelegenen Bahrsplate bestand ein inzwischen abgerissenes Wohnlager. Im Juni 2000 besuchten ehemalige Zwangsarbeiter die BWK.
Die Entwicklung der Lohnkosten, der Wechselkurse und die Liberalisierung der Einfuhren bedrohten die Wettbewerbsfähigkeit der Kämmerei Anfang der 1960er Jahre gegenüber der ausländischen Konkurrenz. Infolgedessen wurde der Betrieb umstrukturiert und entwickelte sich zum weltweit größten seiner Art an einem Standort. Die Kapazität reicht für die Verarbeitung der Wolle von 20.000 Schafen pro Tag. Hervorgerufen durch die Strukturveränderungen im internationalen Handel mit Wolle und Wollprodukten vollzog das Unternehmen seit den 1980er Jahren die Wende von der früher vorherrschenden Produktorientierung zur nunmehr entscheidenden Marktorientierung. Aus der ehemaligen Lohnkämmerei, dem Produzenten für fremde Rechnung, wurde ein Anbieter von Kammzügen aus Wolle, Chemiefasern und Mischungen.

### Entwicklung im 21. Jahrhundert
Im Jahr 2000 stieg die australische Elders-Gruppe, eine Wollhandelsgesellschaft, als Großaktionär und neuer Partner bei BWK ein und verhinderte 2004 zusammen mit der Bank dank einer umfangreichen Sanierung die Insolvenz.
Nach Rationalisierungsmaßnahmen auf Grund der veränderten Weltmarktsituation, der sinkenden Nachfrage nach Wolltextilien und des technischen Fortschritts verblieben im Jahr 2006 nur noch 260 Arbeitsplätze einschließlich der Tochtergesellschaften. Im Jahre 2003 begann die Produktion in einer Wollkämmerei bei Istanbul, wo niedrigere Produktionskosten anfallen.
Seit dem 20. März 2007 wurde die Aktie des Unternehmens (ISIN DE000A0BVXQ0) nicht mehr an der Börse gehandelt. Der bisherige Großaktionär und Investor Elders übernahm die Aktiengesellschaft zu 100 %. Damit ging nach 119 Jahren ein bedeutender Teil der Bremer Börsengeschichte zu Ende.
Am 3. Dezember 2008 wurde die voraussichtliche Schließung der Wollkämmerei in Bremen bekanntgegeben. Als Hauptgründe wurden die hohen Produktionskosten für derartige Produkte, die Transportkosten für Schafwolle aus Neuseeland bzw. Australien und der starke Nachfrageeinbruch nach Wollkammzügen während der Finanzkrise angegeben. Die Verarbeitung von Rohwolle am Bremer Standort wurde am 27. Februar 2009 nach 125 Jahren eingestellt.

## Tochterunternehmen
1992 wurde in Australien, dem wichtigsten Erzeugerland von Wolle, eine 100%ige Tochtergesellschaft unter dem Namen GWC – Geelong Wool Combing Ltd. in Corio errichtet, die bis 2003 Bestand hatte.
1993 erwarb die BWK drei Handelsunternehmen und erweiterte damit ihre Geschäftsbasis in Bezug auf das Produktangebot – der Handel mit Rohwolle, gewaschener Wolle und Kämmlingen kam hinzu – und neue Absatzmärkte.
BWK Elders Australia Pty. Ltd., Adelaide, Australien, war ein Wollexporteur und handelte von 2000 bis 2017 mit Rohwolle, gewaschener Wolle und Kammzug.
Seit Februar 2001 gehörte die Kämmerei Australien Topmaking Services Ltd. (Austop) in Parkes, Australien, als 100%ige Tochtergesellschaft zur BWK. Im Zuge der am 9. August 2000 in der Hauptversammlung beschlossenen Kapitalerhöhung wurde diese Kämmerei von der Australian Wool Holding als Sacheinlage eingebracht. Diese Gesellschaft wurde im Rahmen eines Sanierungskonzeptes an eine australische Gesellschaft verkauft.
Mit JSB – J. S. Brooksbank & Co (Australasia) Ltd. in Wellington, Neuseeland, gehörte das größte neuseeländische Wollhandelshaus zur BWK-Gruppe. Dieses Unternehmen wurde 2005 wieder verkauft.

## Nach dem Ende der Wollkämmerei
Aus der BWK AG wurden zwei Gesellschaften ausgegründet, die ihren Sitz zunächst am alten Standort behielten:
- Bremer Wollhandelskontor GmbH
- BWK Chemiefaser GmbH[9]

Die BREWA wte GmbH betreibt auf dem Gelände das Ersatzbrennstoff-Heizkraftwerk Blumenthal, eine Eindampfanlage für Abwasser und wasserhaltige Abfälle, eine Hochtemperatur-Verbrennungsanlage für flüssige Abfälle und eine biologische Kläranlage.

### Gebäude und Denkmalschutz
Die Stadtgemeinde Bremen hat große Teile des ehemaligen BWK-Betriebsgeländes übernommen, um dort ein Gewerbegebiet zu entwickeln. 2012 wurden Teile des Betriebsgeländes als Ensemble und drei Gebäude als Einzeldenkmal (ED) unter Denkmalschutz gestellt.

## Betrieb und Produkte
Die Kämmerei ist die erste industrielle Stufe in der Wollverarbeitung. Hier wird die vom Schaf geschorene Wolle in einer hochautomatisierten Prozessfolge gewaschen, gekämmt und in Bandform gebracht. Der so für die Weiterverarbeitung aufbereitete Rohstoff Wolle heißt in der textilen Fachsprache Kammzug. Die Spinnereien erzeugen daraus Kammgarne, aus denen in weiteren Stufen der Verarbeitung – Weberei, Strickerei, Ausrüstung und schließlich Konfektion – Bekleidungsartikel aus reiner Schurwolle oder wollhaltigen Mischungen entstehen. Die im Verkämmungsprozess ausgekämmten Kurzfasern heißen Kämmlinge. Sie finden Verwendung in der Streichgarnspinnerei und in der Filzindustrie.
Etwa 10 Prozent der in Bremen produzierten Wollkammzüge wurden filzfrei ausgerüstet. Zellulosische und synthetische Chemiefasern wurden bei der BWK ähnlich wie die Wolle zu einem verspinnbaren Faserband aufbereitet, das als Vorprodukt in der Kammgarnspinnerei eingesetzt wird. Die Chemiefaserverarbeitung hatte sich zu einem zweiten Standbein der BWK in Bremen entwickelt. Ungekämmte, gewaschene Wolle kam in feineren Qualitäten in der Streichgarnspinnerei und in gröberen in der Teppichindustrie zum Einsatz. Vorwiegend werden diese Wollen bereits in den Ursprungsländern gewaschen und als solche exportiert.

## Umweltaspekte
Das Waschen der Wolle erfordert viel Wasser, so dass große Mengen von Abwässern anfallen. Diese enthalten die Stoffe, die von der Rohwolle herunter gewaschen wurden, wie Sand und Erde, Wollwachs, Schweißsalze, andere organische Bestandteile und Substanzen, mit denen die Schafe behandelt werden, um sie vor Ungeziefer zu schützen. Die BWK leitete bis weit in die siebziger Jahre ihre Abwässer ungeklärt in die Weser.

### Reinigungssystem
Die BWK entwickelte ein neuartiges Verfahren zur Abwasserreinigung in Zusammenarbeit mit Universitätsinstituten, einem Engineeringunternehmen und dem Umweltbundesamt. Dieses Verfahren besteht aus der Kombination einer biologischen Kläranlage mit einer Eindampf- und Feuerungsanlage (EFA). Es wurde 1987 in Betrieb genommen, seit 1999 betreibt die BREWA wte GmbH die EFA. Die Besonderheit dieses dreistufigen Verfahrens liegt in der Behandlung des Wollwaschwassers durch Eindampfen, Rückgewinnung für die Produktion und Verbrennen der Rückstände.
Eindampfen: Durch Erhitzen wird das Wollwaschwasser in Wasserdampf und in ein energiereiches Konzentrat getrennt. Bei der Kondensation des Wasserdampfs entsteht wieder für die Produktion verwertbares Wasser, das für die Wollwäsche eingesetzt wird.
Verbrennen: Das bei der Eindampfung erzeugte Konzentrat wird bei 1200 °C verfeuert, wodurch sämtliche organischen Bestandteile und Schadstoffe molekular oxidiert und damit vernichtet werden. Die freiwerdende Energie wird in Dampf und Strom für den Betrieb umgewandelt. Aus dem Filterstaub der Feuerungsanlage wurde Soda für den Wiedereinsatz in der Wollwäsche gewonnen.
Durch das Verfahren wird der Anfall von Klärschlamm in einer anaerobbiologischen Kläranlage um 75 % reduziert. Das Umweltbundesamt hatte das Verfahren des Verdampfens von Wollwaschwasser als richtungweisend für gleiche und ähnliche Problemstellungen eingestuft und die Investition finanziell gefördert. Inzwischen verfeuert die Anlage allerdings kein Wollwaschwasser mehr, sondern ausschließlich andere Flüssigkeiten. Gegen den Betrieb der Anlage gab und gibt es Widerstände aus der Bevölkerung, die sich in der Unabhängigen Bürgerbewegung Blumenthal und umzu e. V. organisieren.

### EG Öko-Audit
Die Bremer Woll-Kämmerei AG hatte als erste Wollkämmerei der Welt für ihren Betriebsstandort Bremen-Blumenthal ein Umweltmanagementsystem gemäß EG-Öko-Audit-Verordnung 1836/93 aufgebaut. Die erste Eintragung erfolgte am 11. November 1996, die letzte am 27. Januar 2006 (gültig bis 31. Juli 2008). Wesentlicher Bestandteil des Auditverfahrens war die Umwelterklärung, mit der die umweltpolitischen Unternehmensleitlinien, alle ökologisch relevanten Daten sowie der Maßnahmenkatalog zur Erreichung der weiter angestrebten Umweltziele dokumentiert werden.